# Regne de Benín
El Regne Edo, Regne de Benín o Imperi de Benín) va ser un antic estat africà fundat pels edos però que va tenir fortes influències iorubes, famós pel seu art estatuari en bronze, que va tenir el seu centre a la ciutat homònima (avui Benin City) situada al sud-oest de l'actual Nigèria. Assolí una avançada civilització de caràcter urbà sota l'autoritat d'un rei sagrat, l'oba. País ric pel comerç d'ivori, pebre, oli de palma i esclaus, va entrar en contacte el 1485 pels portuguesos, i els quatre segles següents reeixí a conservar la independència, tot i tenir relacions constants amb els europeus, i finalment va ser sotmès pels britànics el 1897.

## Orígens
Els edos es van establir a la zona del Níger vers l'any 900. El primer nom del futur Imperi de Benín, des de la seva creació, en algun moment del primer mil·lenni, fou Igodomigodo, com és anomenat pels seus propis habitants. El seu governant va ser anomenat Ogiso ('Rei del Cel'). Avui en dia, gairebé 36 ogisos són coneguts per la tradició oral i es comptabilitzen com a governants d'aquesta primera forma de l'Estat. Segons la tradició oral dels edo, durant el regnat del darrer Ogiso, el seu fill i hereu, Ekaladerhan, va ser bandejat d'Igodomigodo com a conseqüència que una de les reines havia canviat deliberadament un missatge de l'oracle per l'Ogiso. El príncep Ekaladerhan era un poderós guerrer i molt estimat; en sortir de Benín va viatjar a l'oest a la terra dels ioruba on es va convertir en rei a Ife, i va agafar el nom d'Izoduwa, que ara s'ha corromput en Oduduwa pels iorubes. Moltes coses de la cultura ioruba i els seus festivals són ara practicats pels edos com els d'Ishango, d'Ogun, Festa de la Mare Idia i d'Oba Esigie de Benín. També la majoria dels aliments dels iorubes són consumits pels edos, com iyan, eman, usi, ighiawo i ogi. La majoria de les ciutats actuals a Nigèria occidental són una barreja d'edos i iorubes, com Ekiti, Kogi, Oyo, Ogun, Ciutat d'Ondo i la mateixa Lagos.
A la mort del seu pare, l'últim Ogiso, un grup de caps de Benín liderats pel cap Oliha van anar a Ife, suplicant a Oduduwa de tornar a Igodomigodo (més tard coneguda com la ciutat de Benín al segle xv durant el regnat de l'Oba Ewuare) per ascendir al tron. La resposta d'Oduduwa va ser que un governant no pot sortir del seu domini, però ell tenia set fills i demanaria a un d'ells per retornar a convertir-se en el pròxim rei d'Igodomigodo. Eweka fou el primer "Oba" o rei de la nova dinastia després del final de l'era dels Ogiso. Ell va canviar el nom antic d'Igodomigodo a Edo.
Una altra versió de la llegenda dona una explicació diferent: Cap al segle xii, la regió densament arbrada al voltant de la ciutat de Benín, en el que és avui el sud-oest de Nigèria, estava habitada per pobles de llengua edo (o bini) dividits en diverses desenes de minúsculs estats que lluitaven entre si. Segons la tradició, quan els diversos caps van decidir unificar-se van triar a Oranyan (Oranmiyan), sobirà d'Ife, com el seu rei. Oranyan va romandre un curt període a la ciutat de Benín, el suficient per engendrar un fill amb la filla d'un cap local. Aquest fill, Eweka (Eveka), és considerat el primer rei, o oba, de Benín. Alguns historiadors suggereixen que aquesta llegenda pot ocultar la desagradable veritat que Benín estava en aquest moment dominada per estrangers; però del que no quedaria dubte és que la reialesa edo posseeix un origen estranger.

## Naixement de Benín
Segles més tard, el 1440, Oba Ewuare, també conegut com a Ewuare el Gran, va arribar al poder i van convertir la ciutat estat en un imperi. Va ser només en aquest moment que el centre administratiu del regne va començar a ser conegut com a Ubinu, una paraula itsekiri (itsekhiri) que significa capital o seu de la reialesa, corrompuda a Bini pels edos i els urhobo, que juntament amb els itsekiri van conviure al centre administratiu real del regne. Els portuguesos que van arribar el 1485 es referirien a aquest centre com Benín (deformació de Bini) i el centre es coneixeria aviat com la ciutat de Benín i el seu imperi o regne com Imperi o Regne de Benín.
L'antic Imperi de Benín, igual que l'Imperi Oyo que finalment va guanyar ascendència política sobre Ile-Ife, va guanyar força política i ascendència sobre gran part del que avui és el mitjà-oest i Nigèria occidental, amb l'Imperi Oyo limítrof a l'oest, el riu Níger a l'est, i les terres del nord que sucumbirien més tard a la invasió musulmana fulani. Curiosament, gran part del que avui es coneix com a Iboland occidental i fins i tot Iorubaland va ser conquistada pel regne de Benín al segle xix (Agbor o Ika, Akure, Owo i fins a l'actual illa de Lagos, aleshores anomenada "Eko", que significa " Campament de Guerra"). El fundador Eweka fou, doncs, un príncep vinculat a Ife, considerada tant pels edos com pels iorubes la ciutat sagrada, la que acull el crani dels sobirans morts.
El regne no va arribar mai a ser gaire extens. En alguns moments l'autoritat dels seus sobirans amb prou feines s'estenia més enllà de la ciutat i dels seus redols immediats. Però, durant el seu apogeu al segle xvii, limitava a l'est amb el riu Níger, al sud amb l'Oceà Atlàntic, al nord amb la sabana i a l'oest amb els regnes iorubes. En aquesta època, el regne, segons les fonts holandeses, podia mobilitzar de 20.000 a 100.000 llances. Preferien usar mules a cavalls en la guerra per la seva major resistència.

## Apogeu i decadència
Les cròniques han conservat el nom d'alguns sobirans o obes: Ewedo, al segle xiii, va organitzar la cort real. El dotzè sobirà, Ewuare o Evaré el Gran, va regnar a mitjans del segle xv i va incrementar el seu poder realitzant importants reformes. Entre altres coses, va intentar reduir la influència dels uzama, un cos de caps hereditaris que participaven en l'elecció del oba, instituint el caràcter hereditari del rei a través del seu fill primogènit. Va buscar també trobar un contrapès polític al uzama creant noves categories de caps, els "caps de palau" i "caps del poble" que eren nomenats per ell. Segons la tradició, Ewuare va construir un sistema monumental de muralles i fossats al voltant de la ciutat de Benín, a més d'incrementar força el territori sota el seu control.
El 1484, Ozolua, quinzè oba, va rebre la visita del portuguès Joao Affonso d'Aveiro, que portava les primeres armes de foc i les primeres llavors de coco, iniciant-se des de llavors un continuat comerç amb els europeus, alhora que feien la seva presència els primers missioners cristians. El oba Esigie, que va governar aproximadament entre 1504 i 1547, va establir amb els portuguesos unes beneficioses i estables relacions comercials; fins i tot es diu que va aprendre a parlar i llegir en portuguès.
Benín, que primerament va vendre pebre i després esclaus als portuguesos, va ser la primera potència de l'anomenada “Costa dels Esclaus” en tenir armes de foc i els seus governants van usar els mosquets per arribar fins a Ubani a l'est i fins a Eko (Lagos) a l'oest. Durant el segle xvii, Benín va arribar a ser una font important d'esclaus. No obstant això, en acabar aquest segle, la competència d'altres poblacions iorubes va elevar el preu dels esclaus trets de Benín i va fer que els europeus busquessin millors preus a Ouidah (Whydah) i Calabar. Conforme Benín declinava econòmicament creixien els seus conflictes interns. El oba va seguir sent el centre sagrat de Benín, però al seu al voltant sorgien els conflictes entre nobles hereditaris, individus que ostentaven títols dins de les diferents associacions de partidaris palatins, representants rituals de la gent comuna i membres de les associacions comercials que controlaven rutes entre la costa i els mercats de l'interior. Aquesta divergència d'interessos va portar a revoltes internes i, finalment, a les acaballes del segle xviii, Benín es va trobar que havia desaparegut gran part del seu poder.

## Conquesta britànica
Com en moltes altres parts d'Àfrica Occidental, l'economia de Benín va sofrir un daltabaix a partir de 1807 amb la decisió britànica de combatre el comerç d'esclaus. Per aquesta mateixa època, el regne de Benín es va veure assetjat pels continus atacs dels poderosos estats musulmans del nord, que com en el cas del regne Nupe, li van arrabassar part dels territoris perifèrics septentrionals. A l'oest, l'estat ioruba d'Ibadán li va anar igualment arrabassant el control sobre algunes zones frontereres. No obstant això, durant el segle xix, el regne va manifestar una extraordinària capacitat de resistència, deguda al prestigi de la monarquia i a la fermesa de la seva organització interna.
El Regne de Benín era considerat dins de la zona sota autoritat del cònsol Benjamin Campbell al Golf de Benín però no havia rebut la visita de cap europeu des de la del comerciant francès Landolphe el 1787; el regne havia perdut el seu anterior poder i Akitoye i Dosemnu de Lagos havien rebutjat pagar tribut al rei de Benín com s'havia fet anteriorment (Kosoko va fer algun pagament com a rei de Lagos a Epe, probablement abans de ser reconegut de facto com a rei d'Epe). Se suposava que Benín havia entrat en decadència per l'abolició del tràfic d'esclaus però de fet el regne sempre havia tingut una part molt minsa en aquest tràfic. L'octubre de 1855 va intentar visitar Benín City a causa d'informes sobre sacrificis humans però finalment no va poder passar de la part inferior del riu i finalment la visita la va acabar fent el 1862 Sir Richard Francis Burton, cònsol al Golf de Biafra (1861-1864).
Finalment, Benín va sucumbir davant la pressió del colonialisme europeu. El tractat anomenat de Gallwey (nom de l'agent britànic), suposadament signat pel rei, exigia a Benín l'abolició de la tracta d'esclaus Benín i els sacrificis humans. No és clar si l'oba va acceptar el tractat o fou un invent de Gallwey, ja que en el moment de la signatura era impossible per l'oba acollir a un estranger degut a la celebració d'una festa tradicional que prohibia la presència d'estrangers. Gallwey va afirmar que el rei (Oba) i els seus caps estaven disposats a signar el tractat i que era de coneixement comú que Oba Ovonramwen no tenia el costum de signar en persona els tractats bilaterals. El Tractat diu "La seva Majestat la Reina de la Gran Bretanya i Irlanda, Emperadriu de l'Índia en el compliment de la sol·licitud del Rei de Benín, per la present s'estén a ell i el territori sota la seva autoritat i jurisdicció, la seva gràcia i favor i protecció" (Article 1). El Tractat també estableix que "El Rei de Benín està d'acord i es compromet a abstenir d'entrar en qualsevol correspondència, acord o tractat amb qualsevol nació estrangera o poder excepte amb el coneixement del Govern de Sa Majestat Britànica" (article 2), i, finalment, que "s'acorda que plena jurisdicció, civil i penal sobre assumptes dels britànics i dels seus béns en el territori de Benín queda reservada a Sa Majestat Britànica, per ser exercit per funcionaris consulars o d'una altra índole que Sa Majestat designarà els efectes ... La mateixa jurisdicció és igualment reservada a Sa Majestat en el territori de Benín sobre temes estrangers que gaudeixen de protecció britànica, que es considerarà que s'han inclòs en l'expressió "súbdits britànics" al llarg del present Tractat "(article 3).
No té gaire sentit que l'Oba i els seus caps acceptarien els termes que estableixen els articles IV-IX, o que l'Oba o els seus caps atorgaren amb coneixement el seu domini sobre la reina Victòria per tan poc remuneració aparent. En virtut de l'article IV, el tractat estableix que "Totes les disputes entre el Rei de Benín i altres caps, entre ell i els comerciants britànics o estrangers o entre el rei i tribus veïnes que no poden ser resoltes de manera amistosa entre les dues parts, es presentaran a la mediació consular britànica o d'altres funcionaris nomenats per Sa Majestat Britànica per exercir jurisdicció en els territoris de Benín per l'arbitratge i la decisió o l'arranjament ". Oba Ovonremwen era un home tenaç, que era contrari als comptes dels retratistes de tractats com Gallwey.
Els caps donen fe que l'Oba no va signar el tractat perquè estava enmig d'un important festival que li prohibia fer qualsevol altra cosa (incloent la signatura del tractat). Ovoramwen va mantenir que ell no va tocar la ploma de l'home blanc. Gallwey més tard va afirmar en el seu informe que l'Oba bàsicament va acceptar la signatura del tractat en tots els aspectes.
Tot i l'ambigüitat sobre si l'Oba va signar el tractat, els funcionaris britànics fàcilment ho van acceptar com si ho hagués fet. Tot i el suposat tractat de protecció, l'oba i el país defensava enèrgicament la seva sobirania. Per descomptat que això no va ser tolerat en aquesta època. Segurament en adonar-se els benians de les intencions autèntiques de la Gran Bretanya, el cònsol general britànic interí i d'altres cinc anglesos, que viatjaven per Benín, el 1897, van ser assassinats i això fou utilitzat com a excusa. En 1897 els britànics van enviar una expedició de càstig integrada per uns 1.500 homes i comandada per l'almirall Sir Harry Rawson. Encara que al oba Ovonramwen li hagués agradat sotmetre's, la majoria dels seus caps va decidir fer front a la invasió i va reunir un exèrcit. Però van ser derrotats i la capital, saquejada dels seus valuosos tresors, sent després cremada, destruint gran part de l'art atresorat del país i la dispersió de gairebé tot el que quedava. Les figures retrat robats, bustos, i els grups creats en ferro, ivori tallat, i especialment en llautó (convencionalment anomenats els "Bronzes de Benín") es mostren ara en museus de tot el món.
Aquesta guerra va significar la fi de la independència del regne, que va quedar incorporat a l'imperi colonial britànic com a part del Protectorat de la Costa del Níger que ràpidament va esdevenir (1900) el Protectorat de Nigèria del Sud. El oba Ovonramwen va ser deposat i exiliat a Calabar i, encara que la monarquia beniana fou reinstaurada el 1914, els obes no van exercir mai més un poder efectiu.

## Art i religió

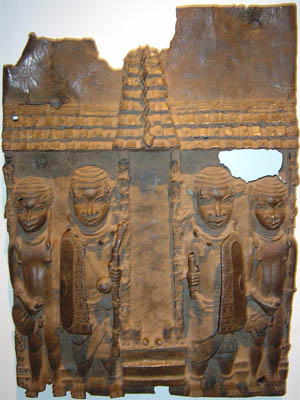
Placa de llautó del que representa l'entrada del Palau del Oba de Benín.

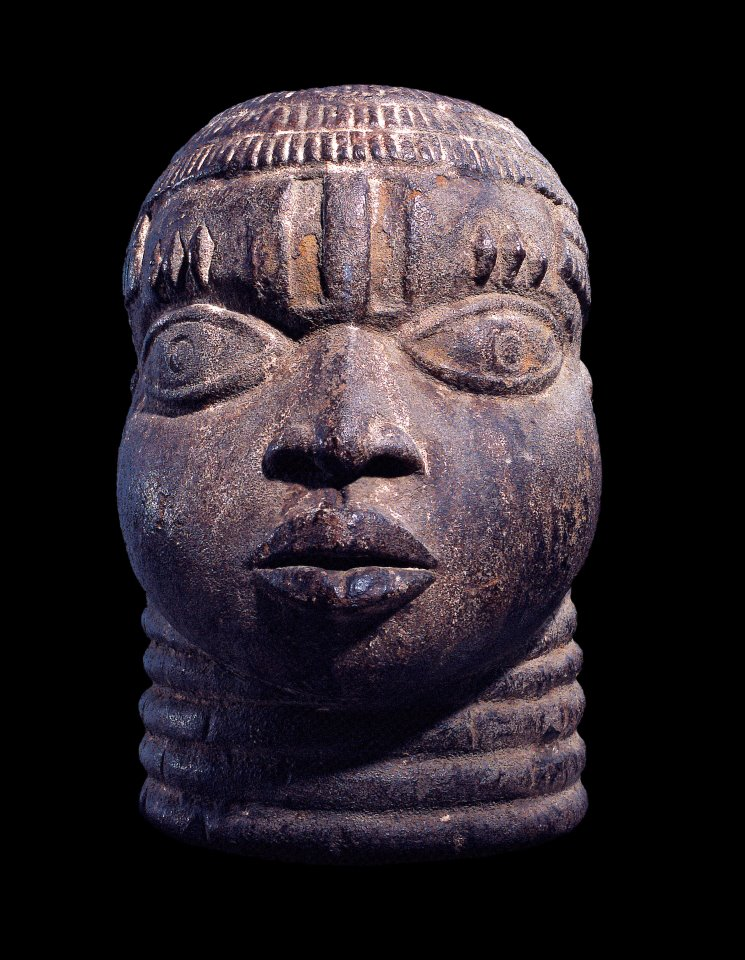
Cap de personatge. Antic Regne de Benín

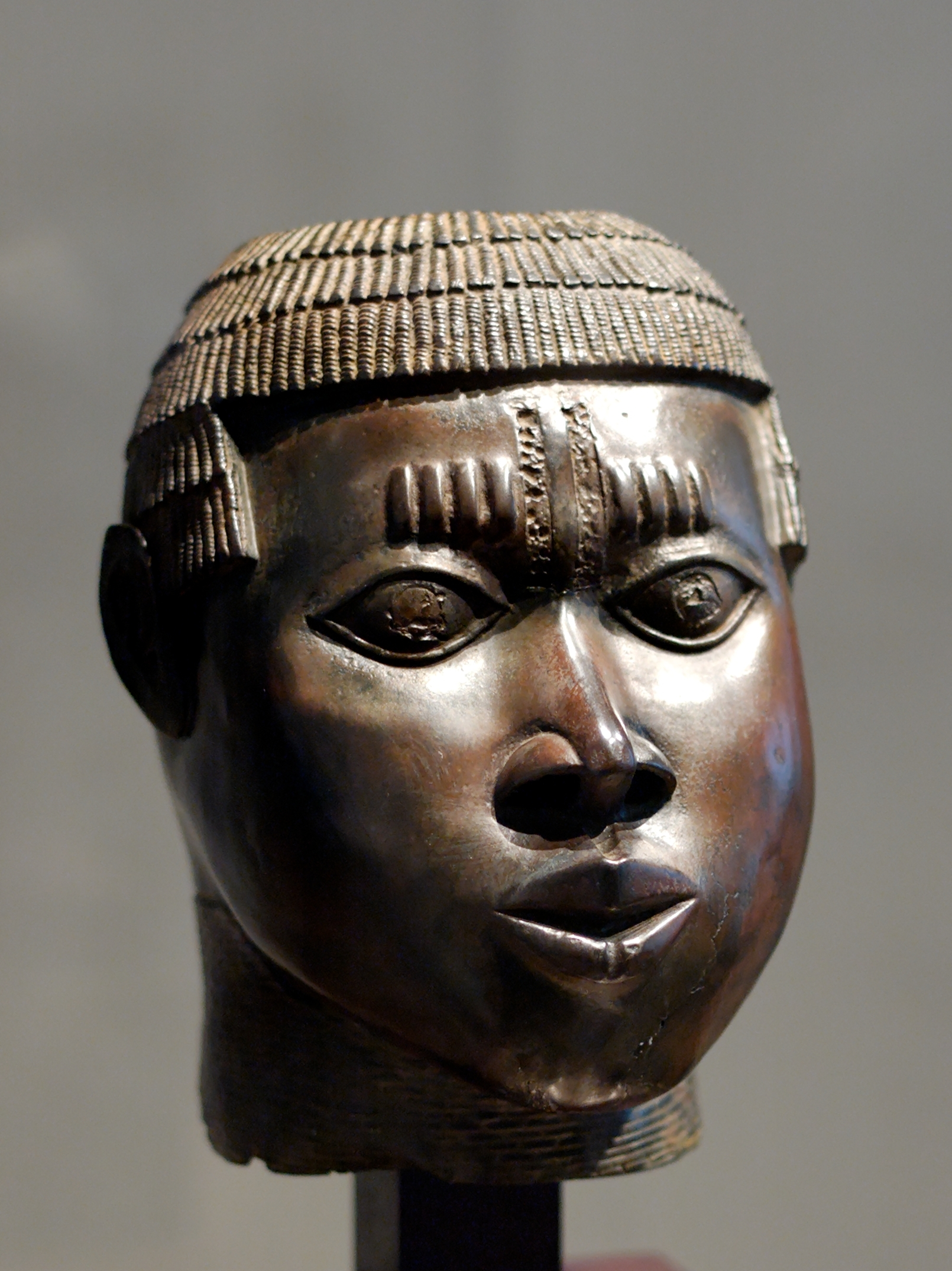
Escultura de bronze del Regne de Benin, del o finals del

Benín va ser el regne africà que va desenvolupar un art escultòric més complet i perfecte, per encàrrec dels seus obes o reis, en materials tan diversos com a bronze, ferro, ivori, ceràmica i fusta. L'art africà figuratiu es va refugiar en el regne de Benín, conforme l'islam amb la seva prohibició de crear escultures d'éssers vius va anar avançant pels diferents regnes negres. A Benín es van realitzar magnífiques estàtues, màscares, representacions divines d'avantpassats, i també objectes més modests i instruments musicals, sent les peces més antigues fins ara conservades unes màscares del segle xv. Aquest tipus d'escultura fou molt important, i entronca amb el dels iorubes d'Ife; són caps, busts i figures humanes i d'animals fets de bronze pel procediment de la cera perduda. Els habitants de Benín afaiçonaren també plaques de bronze amb relleus que representaven escenes de la vida quotidiana, amb les quals revestien les parets de temples i palaus. Les millors escultures de Benín són les que pertanyen al període 1575-1648, d'un notable realisme i de fosa perfecta. També són excel·lents les talles d'ivori (defenses de l'elefant cobertes de figuretes diminutes) i els pectorals en forma de cap humà.
Entre tots els objectes esmentats cal destacar les magnífiques peces foses en bronze –o llautó- mitjançant el procediment de la “cera perduda”. Caps de reis i reines -especialment els caps de reines mare, de bells i delicats rostres i graciosos tocats-, figures humanes i d'animals, màscares de felins i, sobretot, plaques en alt relleu amb escenes de caça i de la cort, en les quals apareixen representats soldats portuguesos, van ser realitzades amb una riquesa de detalls i una habilitat d'execució veritablement excepcionals. Aquestes escultures de Benín són avui considerades obres que, després de sofrir una significativa influència d'Ife, es van desenvolupar segons un estil local. Les peces més antigues es remunten, almenys, al segle xv i proven, com en el cas d'Ife, l'existència d'un art summament evolucionat a Nigèria meridional. A partir del segle xviii l'art dels bronzistes de Benín va entrar en una progressiva decadència; els caps dels obes es van fer cada vegada més estereotipats, la fosa del metall va perdre qualitat i va augmentar el grossor del material emprat.
Els ivoris també constitueixen obres molt notables: braçalets, màscares, ornaments i grans ullals d'elefant tallats o en relleu amb motius tradicionals. En particular, els magnífics ullals d'elefant formen part de llegendes, juntament amb una successió d'elements que tenien la funció de commemorar fets històrics o gestes militars.
Aquest art tenia una funció polític-religiosa en les cerimònies de culte i en els rituals dels reis, els poders dels quals tenien gairebé sempre una base religiosa.
Els sacrificis humans, a vegades massius, constituïen una pràctica corrent a Benín i les festes estaven acompanyades de cerimònies sagnants. Això es manifestava especialment durant les cerimònies anuals dedicades al culte als obes difunts i a la divinització del oba regnant, i que implicaven la realització de sacrificis massius dels presoners de guerra.

## Organització política i social

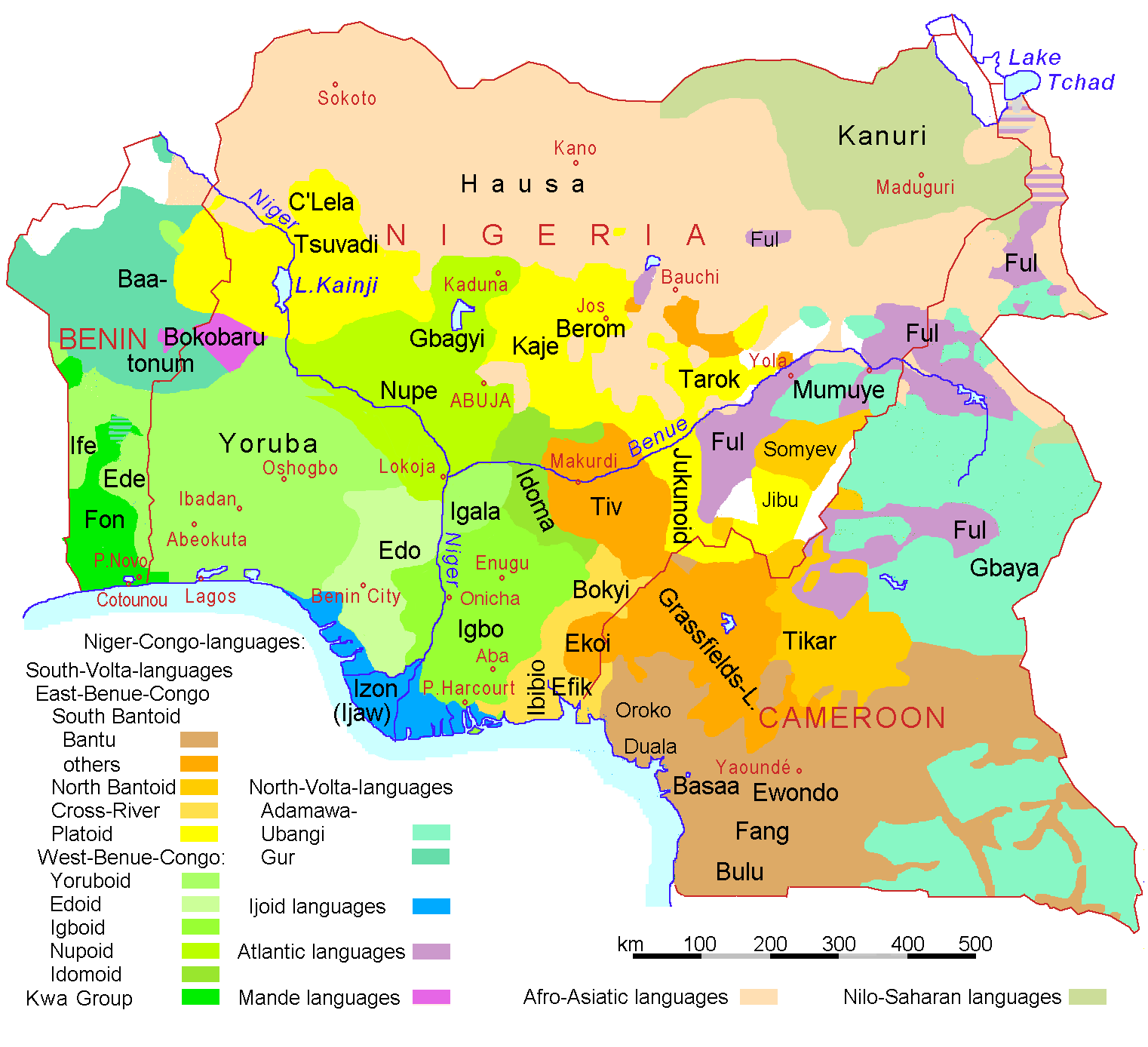
Actuals llengües de Nigèria: al nord del delta del Níger, en l'estat d'Edo, se segueix parlant l'idioma edo, la llengua principal del regne de Benín.

La civilització de Benín va ser bàsicament urbana, amb un monarca divinitzat i despòtic, encara que controlat per societats secretes polític-religioses.
Els obes o reis posseïen tots els poders i estaven suposadament dotats de forces sobrenaturals, mantenint-se allunyats del poble, excepte en les grans cerimònies religioses en les quals s'efectuaven sacrificis humans. La base del poder econòmic dels obes era el monopoli sobre el comerç d'esclaus, d'ivori i les llavors de palmell; aquesta riquesa els va permetre crear la gran ciutat de Benín, la seva residència, de forma rectangular i envoltada d'una alta muralla de fang amb un gran fossat, amb cases d'argila en carrers rectangulars on hi havia altars en els quals es rendia culte als avantpassats. El gran palau del oba, era al seu torn una ciutat dins de la ciutat, envoltat per un recinte emmurallat on es trobaven diversos edificis i patis.
A principis del segle xvii els mercaders holandesos descrivien Benín com una ciutat amb carrers “set o vuit vegades més amples que el carrer Warmoes d'Amsterdam” que avançaven en línia recta fins a on els ulls podien veure. Solament el palau del rei “ocupava tant espai com la ciutat de Haarlem, i es troba emmurallat... amb fines galeries, la majoria de les quals són tan grans com les de la Llotja d'Amsterdam. Estan sostingudes per columnes de fusta incrustades amb bronze, on estan representades les seves victòries, i es mantenen escrupolosament netes”.
Enfront dels nobles hereditaris (els uzama), la importància dels quals va anar declinant amb el temps, el poder administratiu depenia de les tres associacions de palau (otu) l'autoritat de les quals estava contrarestada pel poder civil dels caps de la ciutat que controlaven el tribut, el treball i les tropes del oba.
En contrast amb Oyo, on els sobirans havien de veure-se-les amb una noblesa hereditària, el regne de Benín tenia un bon nombre d'associacions que permetien a la gent comuna avançar en l'escala social. Aquestes associacions, que recorden a les existents a la regió del riu Níger situada a l'est, eren cossos organitzats de comerciants i gents amb títols. Alhora que Benín prosperava, probablement aquestes associacions eixamplaven la base de suport de l'autoritat del rei entre la població nativa.
La venda d'esclaus era una de les bases econòmiques de Benín. El rei controlava estretament les activitats comercials, però a costa de la vitalitat econòmica del regne; contradicció que posarà de manifest l'increment de les dificultats entre el palau, d'una banda i, per l'altre, els traficants africans, irritats pel pes de les caduques regles comercials.

## República de Benín de 1967
El 1967, durant la Guerra de Biafra, la província fou devastada per la invasió de les tropes federals. Els biafrenys van arribar a crear un efímer estat independent de Benín. Vegeu República de Benin.

## Obesde Benín
1. Eweka I (vers 1180 - 1245)
2. Uwuakhuahen (1246 - 1250)
3. Ehenmihen (1250 - 1260)
4. Ewedo (1260 - 1274)
5. Oguola (1274 - 1287)
6. Edoni (1287 - 1292)
7. Udagbedo (1292 - 1329)
8. Ohen (1329 - 1366)
9. Egbeka (1366 - 1397)
10. Orobiru (1397 - 1434)
11. Uwaifiokun (1434 - 1440)
12. Ewuare el Gran (1440 - 1473)
13. Ezoti (1473 - 1475)
14. Olua (1475 - 1480)
15. Ozolua el Conqueridor (1480 - 1504)
16. Esigie (1504 - 1547)
17. Orhogbua (1547 - 1580)
18. Ehengbuda (1580 - 1602)
19. Ohuan (1602 - 1656)
20. Ohenzae (1656 - 1661)
21. Akenzae (1661 - 1669)
22. Akengboi (1669 - 1675)
23. Akenkbaye (1675 - 1684)
24. Akengbedo (1684 - 1689)
25. Oreoghene (1689 - 1701)
26. Ewuakpe (1701 - 1712)
27. Ozuere (1712 - 1713)
28. Akenzua I (1713 - 1740)
29. Eresoyen (1740 - 1750)
30. Akengbuda (1750 - 1804)
31. Obanosa (1804 - 1816)
32. Ogbebo (1816)
33. Osemwende (1816 - 1848)
34. Adolo (1848 - 1888)
35. Ovonramwen (1888 - 1897) (Enderrocat i exiliat pels britànics 13 de setembre de 1897)
36. Agho Ogbedeoyo, Obaseki de Benin i oba interí (1897-1914).
37. Eweka II (1914-1933) (restauració 24 de juliol de 1914)
38. Akenzua II (1933-1978)
39. Erdiauwa (1978-)